# Wielkopolska Chorągiew Harcerzy ZHR
Wielkopolska Chorągiew Harcerzy ZHR – jednostka terytorialna Organizacji Harcerzy ZHR. Zrzesza hufce i związek drużyn działające na terenie Poznania i województwa wielkopolskiego oraz częściowo województwa lubuskiego.
Spoza Poznania do chorągwi należą drużyny z Suchego Lasu, Konina, Kostrzyna Wielkopolskiego, Murowanej Gośliny, Swarzędza, Trzcianki, Wolsztyna i Zielonej Góry.
Komendantem chorągwi jest hm. Kacper Kozanecki HR.
Chorągiew skupia około 650 instruktorów, wędrowników, harcerzy i zuchów.

## Historia
Powołana w dniu 1 czerwca 1990 rozkazem Naczelnika Harcerzy ZHR hm. Krzysztofa Stanowskiego, w efekcie podziału Związku na dwie autonomiczne organizacje: Harcerek i Harcerzy.

## Komendanci Wielkopolskiej Chorągwi Harcerzy ZHR
- hm. Aleksander Motała HR (1 czerwca 1990 – 15 maja 1991)
- hm. Piotr Stawiński HR (15 maja 1991 – 22 sierpnia 1995)
- (p.o.) phm. Krzysztof Kamiński HO (22 sierpnia 1995 – 28 kwietnia 1997)
- hm. Jacek Kurzępa HR (28 kwietnia 1997 – 28 września 1998)
- hm. Tomasz Łęcki HR (28 września 1998 – 28 stycznia 1999)
- (p.o.) phm. Witold Jackowiak HO (28 stycznia 1999 – 9 grudnia 2001)
- (p.o.) phm. Maciej Martinek HR (9 grudnia 2001 – 24 marca 2007)
- (p.o.) phm. Sławomir Wojtasz HR (24 marca 2007 – 11 kwietnia 2008)
- (p.o.) phm. Tomasz Nowacki HR (11 kwietnia 2008 – 11 października 2008)
- hm. Sławomir Kużaj HR (11 października 2008 – 18 marca 2012)
- (p.o.) phm. Tomasz Ceranek HR (18 marca 2012 – 8 marca 2015)
- (p.o.) phm. Łukasz Tadyszak HR (8 marca 2015 – 22 lutego 2016)
- hm. Sławomir Kużaj HR (22 lutego 2016 – 11 lutego 2018)
- hm. Przemysław Stawicki HR (11 lutego 2018 – 7 marca 2020)
- hm. Kacper Kozanecki HR (7 marca 2020 – obecnie)

## Podległe hufce i związki drużyn
- I Poznański Hufiec Harcerzy „Warta” – hufcowy – hm. Marcin Wrzos HR
- II Poznański Hufiec Harcerzy „Gniazdo” – hufcowy – phm. Antoni Kozanecki HR
- III Poznański Hufiec Harcerzy „Horyzont” – hufcowy – phm. Ignacy Jakubowski HR
- IV Poznański Hufiec Harcerzy "Rotunda" - p.o. hufcowego - pwd. Jakub Matusewicz HR
- Zielonogórski Hufiec Harcerzy „Topór” – hufcowy –  phm. Hubert Kniaź HR

## Agendy chorągwi
- Komisja Instruktorska – przewodniczący – hm. Przemysław Stawicki HR
- Kapituła Stopnia Harcerza Rzeczypospolitej – komandor – phm. Piotr Malewski HR
- Szkoła Instruktorów Wielkopolskiej Chorągwi Harcerzy „Drogowskazy” – szef szkoły – phm. Mateusz Mayer HR

## Referaty chorągwi
- Referat Zuchowy – szef referatu – phm. Wojciech Pająkowski HR
- Referat Harcerski - szef referatu - phm. Robert Mayer HR
- Zespół Wędrowniczy - szef zespołu - pwd. Łukasz Wieszczeczyński HR